# Ivan Čarota
Ivan Aljakseevič Čarota (in bielorusso Іван Аляксеевіч Чарота?; traslitterazione anglosassone: Ivan Alyaxeevich Charota; Liščiky, 16 settembre 1952 – Minsk, 7 novembre 2024) è stato un traduttore, filologo, critico letterario e slavista bielorusso.
Venne insignito del premio della Repubblica bielorussa "Per il risveglio spirituale" (2003). Fu membro esterno ell'Accademia delle arti e delle scienze della Serbia (2009),  e membro dell'Associazione degli scrittori di Bielorussia, dell'Associazione degli scrittori della Russia e dell'Associazione degli scrittori della Serbia.

## Biografia
Nacque il 16 settembre 1952 nel villaggio di Liščiky nella regione di Kobrin in provincia di Brėst Bielorussia sovietica.
Da 1969 a 1974 ha studiato presso il Dipartimento di lingua e letteratura russa presso la Facoltà di Filologia della Università nazionale della Bielorussia. Quando si è laureato, ha lavorato per tre anni come insegnante al liceo Pallaskišk nella regione di Vornov in provincia di Hrodna. Nel 1977, l'Università Nazionale Bielorussa lo ha assunto come insegnante - professore, professore associato, e, dopo aver difeso la tesi di dottorato, (i suoi studi sono durati dal 1991 a 1994), divenne rettore della neonata cattedra di studi slavi (letteratura slovena). Ha scritto tre tesi.  La prima, "Творчество М. А. Шолохова и литературный процесс Югославии (1956-1968)", in italiano, "La creatività di M. A. Šolochov. Processo letterario alla Jugoslavia (1956-1968)". La seconda, nel 1986, presso l'Istituto Leningrado ha difeso la sua tesi di dottorato, mentre nel 1998, presso l'università nazionale Bielorussa di Minsk, ha difeso una terza tesi, "Беларуская літаратура ХХ стагоддзя і працэсы нацыянальнага самавызначэння", in italiano, "Letteratura bielorussa del XX secolo e processi nazionali di autodeterminazione".

## Opere e libri scientifici
Indirizzò i suoi interessi scientifici principalmente alla letteratura e alle culture del popolo sloveno, investigando le connessioni genetiche e tipologiche, divenendo un leader "jugoslavo" della Bielorussia, uno specialista molto autorevole nel campo della letteratura comparata e della cultura slava, autore di 600 opere scientifiche, tra cui spiccano i seguenti libri: 
- «Беларуская савецкая літаратура за мяжой» (Мінск, 1988 – у сааўтарстве), in italiano, "Letteratura di autori sovietici bielorussi all'estero", (Minsk, 1988 - coautore),
- «Пошук спрадвечнай існасці: Беларуская літаратура ХХ стагоддзя ў працэсах нацыянальнага самавызначэння»  (Мінск, 1995), in italiano , "La ricerca dell'essenza antica: la letteratura bielorussa del XX secolo nel processo di autodeterminazione nazionale", (Minsk, 1995),
- «Сербская Праваслаўная Царква» (Мінск, 1998), in italiano "Chiesa ortodossa Serba", (Minsk, 1998),
- «Беларуская мова і Царква» (Мінск, 2000), in italiano, "La lingua bielorussa e la chiesa", (Minsk, 2000),
- «Косовская битва продолжается» (Мінск, 2000), in italiano, "La guerra del Kosovo continua", (Minsk, 2000),
- «Антологиjа белоруске поезиjе», (Београд: 1993; 2-е выданне – 2012), in italiano "Antologia della poesia bielorussa, (Belgradoː 1993, 2ª edizione - 2012),
- «Югаславянскія казкі» (Мінск, 1999), in italiano, "Racconti Jugoslavi", (Minsk, 1999),
- «Антологиjа лирике источних Словена” (Београд, 2000), in italiano, "Antologia dei testi degli slavi orientali", (Belgrado, 2000),
- «Насустрач Духу. Анталогія беларускай хрысціянскай паэзіі» (Мінск, 2001), in italiano, "Verso lo Spirito. Un'antologia della poesia cristiana bielorussa", (Minsk, 2001),
- «Насустрач Духу. Анталогія беларускай хрысціянскай прозы» (Мінск, 2002), in italiano, "Verso lo Spirito. Antologia della prosa cristiana bielorussa", (Minsk, 2002)
- «Слово и Дух. Антология русской духовной поезии ХХ –ХХ вв.» (Минск, 2003, 2005, 2010), in italiano, "Parola e Spirito. Antologia della poesia spirituale russa del XX e XX secolo." (Minsk, 2003, 2005, 2010)
- “Ні на небе, ні на зямлі.Казкі славянскіх народаў” (2013),  in italiano, "Né in cielo né in terra. Storie dei popoli slavi" (2013).
- «Српска књижевност. Антологија текстова. Књ.І -V» (Мінск, 2002-2007 –  на сербскай мове), in italiano, "Crudeltà Serba. Antologia del testo. KI E -V" (Minsk, 2002-2007 - in lingua serba)
- “Тэорыя і практыка мастацкага перакладу” (Мінск, 2012), in italiano, "Teoria e pratica della traduzione artistica", (Minsk, 2012)
- “Испод крила роде. Антологиjа савремене белоруске поезиjе” (Подгорица, 2014), in italiano, "Antologia della poesia bielorussa contemporanea (Podgorica, 2014)
- “Беларусы пра Сербію-Югаславію” (Мінск, 2015), "Pareri dei Bielorussi sulla Serbia-Jugoslavia" (Minsk, 2015).
- « Белорусија и Србија: Трагом узајамног упознавања и деловања“ (Шабац, 2016).[4] in italiano, "Bielorussia e Serbia: ricerca e riconoscimento per le imprese" (Sabac, 2016).

## Sfera metodologico-scientifica
Il professor Čarota è membro di 11 redazioni, tra cui 6 straniere, consulente scientifico dell'Enciclopedia bielorussa, segretario della Commissione Biblica della rivista bielorussa "Eksarchata" della Chiesa ortodossa russa e il direttore esecutivo della rivista "Ortodossia" (Праваслаўе).
Nella sfera metodologico-scientifica, ha compilato i seguenti manuali:
- «Советская литература в связях и взаимодействиях: Начала сравнительного и системного анализа» (Мінск, 1989),  in italiano, "Letteratura sovietica nelle relazioni e nelle interazioni: inizi di un'analisi comparativa e sistematica", (Minsk, 1989),
- «Мастацкі пераклад на беларускую мову : Асновы тэорыі і практычныя рэкамендацыі» (Мінск, 1997), in italiano, "Traduzione artistica del bielorusso: teoria di base e raccomandazioni pratiche", (Minsk, 1997)
- «Югаславянскія літаратуры і культуры» (Мінск, 1999 – у сааўтарстве), in italiano "Letteratura e cultura Jugoslava", (Minsk, 1999 - Coautore)
- Праграма «Гісторыя славянскіх літаратур» (2000), Programma, "Storia delle letterature slave" (2000).
- «Гісторыя сербскай літаратуры. Практыкум» (2007).[5] In italiano, "Storia della letteratura serba, anche nella pratica". (2007).

## Lavoro di traduzione
Il professor Ivan Čarota è membro dell'Associazione degli Scrittori dell'Unione delle Repubbliche Socialiste Sovietiche, dell'Associazione degli Scrittori della Bielorussia, come in Serbia che in Russia. È attivo nella stampa come critico letterario, critica, saggista, pubblicista. Da oltre venticinque anni è impegnato nel dipartimento di traduzione artistica e di relazioni letterarie dell'Associazione degli Scrittori della Bielorussia, si è dedicato alla traduzione delle lingue serba, croato, sloveno, macedone, polacco e altre lingue bielorusso e russo, anche la traduzione da bielorusso e russo a serbo. Le sue opere includono oltre 1 200 traduzioni stampate, comprese più di 70 edizioni letterarie, tra i quali le opere di scrittori famosi come ad esempio: Patriarca Pavle di Serbia, Nikolaj Velimirović, Justin Popović, Marko Marković, Tadej Štrbulović, Ivo Andrić, Branislav Nušić, Rade Drainac, Dobrica Ćosić, Nevena Vitošević Ćeklić, Zoran Gavrilović, Mira Radojević, Ljubodrag Dimić, Momir Lazić, Dragan Lakićević, Dragoslav Mihailović, Grozdana Olujić, Goran Petrović, Ljiljana Habjanović-Đurović, Beno Zupančič, Prežihov Voranc, Josip Jurčič, Drago Janičar e altri. È fondatore, autore e traduttore della serie "Сербскае багаслоўе ХХ стагоддзя", in italiano, "Teologia serba del XX secolo", della quale hanno già pubblicato più di quaranta volumi. Ha tradotto in bielorusso una raccolta di racconti popolari serbi,  "Мовы ўсяго жывога: Сербскія народныя казкі" (Мінск: Мастацкая літаратура, 2007), in italiano, "Tutte le lingueː racconti popolari serbi", nel 2008 definito come il più bel libro bielorusso nel campo della traduzione, aggiudicandosi inoltre un premio nazionale.
È uno dei fondatori del "Comitato di sostegno per i serbi e i montenegrini" e dell'organizzazione pubblica "Bielorussia - la sorella della Serbia", è vice presidente esecutivo dell'associazione "Bielorussia - Jugoslavia" e presidente dell'associazione "Bielorussia - Serbia e Montenegro".

## Premi
- Premio della Repubblica di Bielorussia "Per risveglio spirituale" (2003)
- Premio internazionale K. Ostroški (Polonia, 1999)
- Premio internazionale Fëdor Dostoevskij (Serbia, 2007) (consegnata nel 2012)
- Premio dell'Associazione degli scrittori di Serbia (2000)
- Premio della rivista "Reality" (Belgrado, 2000, 2006)
- Premio internazionale di letteratura ortodossa "La Vergine delle tre mani" (Fondazione serba Ivanka Milošević - Chicago, Stati Uniti d'America 2011)
- Premio letterario internazionale Rade Drainac (Serbia, 2014)
- Premio internazionale della Fondazione Karić (Serbia, 2014)
- Medaglia San Sergio di Radonez, terza elementare (Chiesa ortodossa russa, 2002)
- Medaglia commemorativa dell'Associazione degli scrittori slovacchi (2003)
- Medaglia San Sava di terza elementare (2004)
- Segno dorato della Comunità educativa-culturale della Serbia (2008)
- Medaglia San Cyril Turovsky secondo grado (la Chiesa ortodossa bielorussa, 2012)
- Medaglia d'argento "Per i meriti" (Serbia, 2014)
- Medaglia Aleksandr Puškin (Russia, 2015)[7]
- Premio Bielorussia "per un risveglio spirituale" (2019)[8]